# سالاری‌آلاجا (اورتاکوی)
سالاری‌آلاجا (به ترکی استانبولی: Salarıalaca) یک منطقهٔ مسکونی در ترکیه است که در اورتاکوی (آق‌سرای) واقع شده‌است.